# Dicerorhinus
Dicerorhinus é um gênero de mamífero perrisodáctilo da família Rhinocerotidae. Somente uma espécie vivente é conhecida, Dicerorhinus sumatrensis, entretanto cerca de 12 espécies fósseis são registradas. As espécies são separadas em dois grupos:
- Grupo primitivo:
  - Dicerorhius tagicus
  - Dicerorhinus leakeyi
  - Dicerorhinus caucasicus
  - Dicerorhinus sansaniensis
  - Dicerorhinus schleiermarcheri
  - Dicerorhinus sumatrensis
- Grupo especializado:
  - Dicerorhinus primaevus
  - Dicerorhinus pikermiensis
  - Dicerorhinus megarhinus
  - Dicerorhinus etruscus (Falconer, 1859)
  - Dicerorhinus yunchuchenensis
  - Dicerorhinus choukoutienensis
  - Dicerorhinus hemitoechus